# Pycreus flavidus
Pycreus flavidus är en halvgräsart som först beskrevs av Anders Jahan Retzius, och fick sitt nu gällande namn av Tetsuo Michael Koyama. Pycreus flavidus ingår i släktet Pycreus och familjen halvgräs.

## Underarter
Arten delas in i följande underarter:
- P. f. flavidus
- P. f. minimus
- P. f. nilagiricus
- P. f. strictus